# George Alexander Albrecht (Kaufmann)
George Alexander Albrecht (* 2. August 1834 in Hannover; † 24. November 1898 in Bremen) war ein deutscher Kaufmann.

## Leben
Albrecht, aus der hannoverschen Familie Albrecht stammend,  absolvierte eine kaufmännische Lehre beim Handelshaus Johann Lange Sohn’s Wwe. & Co., dessen Teilhaber er später wurde und bis zum Tode blieb. Darüber hinaus saß er im Vorstand weiterer Unternehmen. Zudem war er österreichisch-ungarischer Konsul.
1864 heiratete er Louise Dorothea Betty Knoop (1844–1889), Tochter des Industriellen Baron Ludwig Knoop. Einer seiner Söhne war der Kaufmann Carl Albrecht.
Neben seiner kaufmännischen Tätigkeit war er ein Förderer der geografischen Wissenschaft. Er war Mitbegründer und Präsident der Geographischen Gesellschaft in Bremen. Im Jahr 1869 übernahm er die Rechnungs- und Kassenführung im Ausführungskomitee der Zweiten Deutschen Nordpolar-Expedition. Er finanzierte verschiedene Forschungsreisen, unter anderem die der Brüder Aurel und Arthur Krause zu den Küstenländern des Beringmeeres (1881/1882).

## Ehrungen
In Bremen-Blumenthal ist eine Straße nach ihm benannt. Carl Koldewey gab ihm zu Ehren einer Bucht in Ostgrönland den Namen Albrecht Bai.